# Élections générales saskatchewanaises de 1905
L'élection générale saskatchewanaise de 1905 se déroule le 13 décembre 1905 afin d'élire les députés de l'Assemblée législative de la Saskatchewan. Il s'agit de la  1re élection générale en Saskatchewan après la création de cette province du Canada la même année.
Thomas Walter Scott mène le Parti libéral de la Saskatchewan à la victoire face au Provincial Rights Party de Frederick W. A. G. Haultain et devient le premier à occuper le poste de Premier ministre de la nouvelle province.

## Résultats
|                                      | Libéral           | Walter Scott       | 25 | 16 | 17 812 | 52,25 % |
|                                      | Provincial Rights | Frederick Haultain | 24 | 9  | 16 184 | 47,47 % |
|                                      | Indépendant       | Indépendant        | 1  | -  | 94     | 0,28 %  |
| Total                                | Total             | Total              | 50 | 25 | 34 090 | 100 %   |
| Source : (en) Elections Saskatchewan |                   |                    |    |    |        |         |